# Johnny Mantz
John Robert Mantz, detto Johnny (Hebron, 18 settembre 1918 – Ojai, 25 ottobre 1972), è stato un pilota automobilistico statunitense.

## Biografia
Prese parte a 3 edizioni della 500 Miglia di Indianapolis tra il 1948 e il 1953. Il suo miglior piazzamento fu il 7º posto nel 1949. Tra il 1950 e il 1960 la 500 Miglia faceva parte del Campionato Mondiale, per questo motivo Mantz ha all'attivo anche un Gran Premio, nel quale condivise l'auto con Walt Faulkner.
Morì in seguito ad un incidente stradale nel 1972.

## Risultati in Formula 1
| 1953 | Scuderia                     | Vettura           |  |    |  |  |  |  |  |  |  | Punti | Pos. |
| ---- | ---------------------------- | ----------------- |  | -- |  |  |  |  |  |  |  | ----- | ---- |
| 1953 | Automobile Shippers/Casaroll | Kurtis Kraft 500A |  | 17 |  |  |  |  |  |  |  | 0     |      |

| Legenda | 1º posto     | 2º posto | 3º posto    | A punti         | Senza punti/Non class.  | Grassetto – Pole position Corsivo – Giro più veloce |
| Legenda | Squalificato | Ritirato | Non partito | Non qualificato | Solo prove/Terzo pilota | Grassetto – Pole position Corsivo – Giro più veloce |